# Ecimiadzin
Ecimiadzin este al patrulea cel mai mare oraș din Armenia și este cea mai populată comunitate municipală din Provincia Armavir, localizat la aproximativ 18 km (11 mi) vest de capitala Erevan și la 10 km (6 mi) nord de hotarul turco-armean. Orașul este cel mai bine cunoscut ca locație a Catedralei Ecimiadzin și a Episcopiei Mamă Sf. Ecimiadzin⁠(d), centrul Bisericii Apostolice Armene. Este așadr cunoscut în mod neoficial în sursele occidentale ca „oraș sfânt” and in Armenia as the country's "spiritual capital" (հոգևոր մայրաքաղաք). A fost unul dintre marile orașe și capitală a anticei Armenii Mari. Redus la un mic oraș la începutul secolului 20, a experimentat o mare expansiune în timpul perioadei sovietice devenind, efectiv, o suburbie a Erevanului. Populația sa este de peste 37,000 potrivit estimărilor din 2016.